# آکالیفا هیسپیدا
آکالیفا هیسپیدا یا آکالیفا دُم گربه‌ای (نام علمی: Acalypha hispida) نام یک گونه از تیره فرفیونیان است.